# Рославль II
Рославль II — закрытая станция Московской железной дороги в посёлке Рославль-2 Рославльского района Смоленской области.

## Описание
Станция Смоленского региона Московской железной дороги. Расположена на однопутной неэлектрифицированной линии Рославль I — Фаянсовая в 10 км от станции Рославль I. Имеется две низких пассажирских платформы и один дополнительный путь на главном ходу, здание пассажирского вокзала отсутствует.

## История
Открыта в 1935 году, одновременно с вводом в эксплуатацию линии до Сухиничей. Долгие годы на станции развёрнута небольшая (на 7 путей) база запаса локомотивов. В годы Великой Отечественной войны, с 1943 по 1944 годы в этом районе базировались тыловые подразделения 1-го отдельного дивизиона бронепоездов.
Закрыта в 2021 году.

## Пассажирское движение
В апреле 2015 года прекращено движение пригородных поездов на участке Рославль I — Фаянсовая.